# Райан Пэрис
Фабио Рошоли (итал. Fabio Roscioli; род. 12 марта 1953, Рим) более известный под псевдонимом Райан Пэрис (англ. Ryan Paris) — итальянский певец. Наиболее известен по своему дебютному синглу «Dolce Vita» выпущенный в 1983 году.

## Биография
Родился 12 марта 1953 года в Риме. Он изучал историю архитектуры и классическую гитару, а также актерское мастерство. В середине 1980-х годов Райан Пэрис выпустил хит «Dolce Vita», который стал популярным в Великобритании и других странах. Он продолжал выпускать пластинки и в последующие годы, а в 2010 году вернулся с новой песней.
В 2013 году он спродюсировал сингл болгарского исполнителя Мирослава Костадинова (Миро) и выпустил новую версию своей песни «Sensation of Love».
Последние работы Пэриса включают песни «You Are My Life», «Buonasera Dolce Vita», «Love on Ice», «I Love You Je T'Aime» (2020), «Never Ending Story» (feat. Patsy, 2022), «Lady Fantasy» (2023). Сотрудничает с многими артистами и музыкантами современного итало-диско. В 2017 году певец также представил благотворительную версию «Dolce Vita» на каталонском языке.

## Дискография
- 1984: Ryan Paris
- 2002: The Best Of
- 2000: I Successi
- 2002: Best Of
- 2004: Dolce Vita
- 2004: Let’s Do It Together
- 2004: Don’t Let Me Down